# Hermannia bimaculata
Hermannia bimaculata är en kvalsterart som först beskrevs av Hammer 1979.  Hermannia bimaculata ingår i släktet Hermannia och familjen Hermanniidae. Inga underarter finns listade i Catalogue of Life.